# Agrón
Agrón é um município da Espanha na província de Granada, comunidade autónoma da Andaluzia, de área 26,87 km² com população de 320 habitantes (2004) e densidade populacional de 11,91 hab/km².

## Demografia

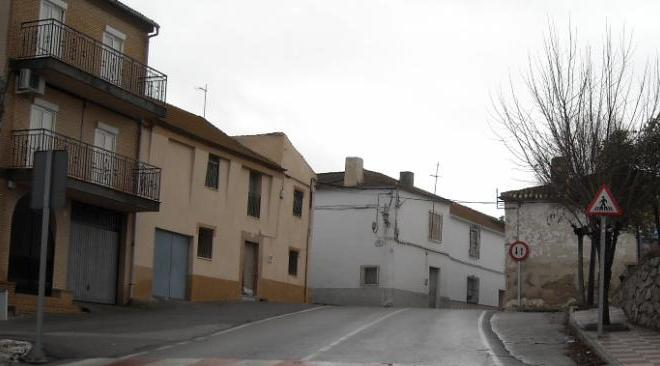
Agrón (2019)

| Variação demográfica do município entre 1991 e 2004 | Variação demográfica do município entre 1991 e 2004 | Variação demográfica do município entre 1991 e 2004 | Variação demográfica do município entre 1991 e 2004 |
| --------------------------------------------------- | --------------------------------------------------- | --------------------------------------------------- | --------------------------------------------------- |
| 1991                                                | 1996                                                | 2001                                                | 2004                                                |
| 445                                                 | 440                                                 | 375                                                 | 320                                                 |